# Ronde van Servië 2020
De 60e editie van de wielerwedstrijd Ronde van Servië vond in 2020 plaats van 1 tot en met 3 september. De start was in Jahorina en de finish was in Novi Sad. De ronde was onderdeel van de UCI Europe Tour 2020, in de categorie 2.2. De Italiaan Enrico Salvador won in 2019. Deze 60e editie werd gewonnen door Martin Haring.

## Deelname
Er namen acht continentale teams, vijf nationale selecties en een regionaal team deel.
| Continentaal | Nationale selectie                                                                  | Regionale selectie   |
| --- | ----------------------------------------------------------------------------------- | -------------------- |
| Dukla Banská Bystrica Equipo Kern Pharma Mazowsze Serce Polski SSOIS Miogee Cycling Team Cambodia Cycling Academy Topforex Lapierre Pro Cycling Team Vino-Astana Motors Hemus-1896 | Servië Bosnië en Herzegovina Noord-Macedonië Verenigde Arabische Emiraten Bulgarije | Mix Regional Beograd |

## Etappe-overzicht
| Etappe | Datum       | Start              | Finish    | Type       | Afstand | Winnaar          | Klassementsleider |
| ------ | ----------- | ------------------ | --------- | ---------- | ------- | ---------------- | ----------------- |
| 1      | 1 september | Jahorina           | Zlatibor  | Heuvelrit  | 170 km  | Roman Maikin     | Roman Maikin      |
| 2      | 2 september | Mionica (Kolubara) | Pozarevac | Heuvelrit  | 160 km  | Emanuel Piaskowy | Martin Haring     |
| 3      | 3 september | Zrenjanin          | Novi Sad  | Vlakke rit | 200 km  | Dušan Rajović    | Martin Haring     |

## Etappe-uitslagen

### Eerste etappe
| Jahorina – Zlatibor (170 km) |                  |                                     |          |
| Plaats                       | Naam             | Ploeg                               | Tijd     |
| 1                            | Roman Maikin     | Cambodia Cycling Academy            | 4u08'10" |
| 2                            | Roger Adrià      | Equipo Kern Pharma                  | z.t.     |
| 3                            | Vojtech Repa     | Topforex Lapierre Pro Cycling Team  | z.t.     |
| 4                            | Jakub Kaczmarek  | Mazowsze Serce Polski               | z.t.     |
| 5                            | Martin Haring    | Dukla Banská Bystrica (wielerploeg) | z.t.     |
| 6                            | Fabricio Ferrari | SSOIS Miogee Cycling Team           | z.t.     |
| 7                            | Jaime Castrillo  | Equipo Kern Pharma                  | + 3”     |
| 8                            | Dušan Rajović    | Servië                              | + 8”     |
| 9                            | Marek Čanecký    | Dukla Banská Bystrica (wielerploeg) | + 18”    |
| 10                           | Daniil Pronskiy  | Vino-Astana Motors                  | + 59”    |

### Tweede etappe
| Mionica – Pozarevac (160 km) |                  |                                     |          |
| Plaats                       | Naam             | Ploeg                               | Tijd     |
| 1                            | Emanuel Piaskowy | Mazowsze Serce Polski               | 3u27'38" |
| 2                            | Martí Márquez    | Equipo Kern Pharma                  | z.t.     |
| 3                            | Matvey Nikitin   | Vino-Astana Motors                  | z.t.     |
| 4                            | Jiří Petruš      | Topforex Lapierre Pro Cycling Team  | z.t.     |
| 5                            | Martin Haring    | Dukla Banská Bystrica (wielerploeg) | z.t.     |
| 6                            | Jaime Castrillo  | Equipo Kern Pharma                  | z.t.     |
| 7                            | Dušan Rajović    | Servië                              | + 1’32”  |
| 8                            | Jakub Kaczmarek  | Mazowsze Serce Polski               | z.t.     |
| 9                            | Fabricio Ferrari | SSOIS Miogee Cycling Team           | + 3’30”  |
| 10                           | Michał Podlaski  | Mazowsze Serce Polski               | + 5’45”  |

### Derde etappe
| Zrenjanin – Novi Sad (200 km) |                   |                                     |          |
| Plaats                        | Naam              | Ploeg                               | Tijd     |
| 1                             | Dušan Rajović     | Servië                              | 2u02'48" |
| 2                             | Enrique Sanz      | Equipo Kern Pharma                  | z.t.     |
| 3                             | Adrian Banaszek   | Mazowsze Serce Polski               | z.t.     |
| 4                             | Dušan Kalaba      | Servië                              | z.t.     |
| 5                             | Stefan Michalicka | Dukla Banská Bystrica (wielerploeg) | z.t.     |
| 6                             | Jeroen Meijers    | SSOIS Miogee Cycling Team           | z.t.     |
| 7                             | Simon Nagy        | Dukla Banská Bystrica (wielerploeg) | z.t.     |
| 8                             | Emanuel Piaskowy  | Mazowsze Serce Polski               | z.t.     |
| 9                             | Dušan Veselinović | Mix Regional Beograd                | z.t.     |
| 10                            | Marek Gajdula     | Topforex Lapierre Pro Cycling Team  | z.t.     |

## Eindklassementen

### Algemeen klassement
| Plaats    | Naam             | Ploeg                               | Tijd     |
| --------- | ---------------- | ----------------------------------- | -------- |
| Gele trui | Martin Haring    | Dukla Banská Bystrica (wielerploeg) | 9u38'36" |
| 2         | Jaime Castrillo  | Equipo Kern Pharma                  | + 3"     |
| 3         | Emanuel Piaskowy | Mazowsze Serce Polski               | + 1’28"  |
| 4         | Dušan Rajović    | Servië                              | + 1’30"  |
| 5         | Jakub Kaczmarek  | Mazowsze Serce Polski               | + 1’32"  |
| 6         | Jiří Petruš      | Topforex Lapierre Pro Cycling Team  | + 1’38"  |
| 7         | Fabricio Ferrari | SSOIS Miogee Cycling Team           | + 3’30"  |
| 8         | Martí Márquez    | Equipo Kern Pharma                  | + 3’57"  |
| 9         | Michał Podlaski  | Mazowsze Serce Polski               | + 7’23"  |
| 10        | Jeroen Meijers   | SSOIS Miogee Cycling Team           | + 9’29"  |

### Bergklassement
| Plaats    | Naam          | Ploeg                               | Punten |
| --------- | ------------- | ----------------------------------- | ------ |
| Rode trui | Juraj Bellan  | Dukla Banská Bystrica (wielerploeg) | 10     |
| 2         | Martí Márquez | Equipo Kern Pharma                  | 6      |
| 3         | Martin Haring | Dukla Banská Bystrica (wielerploeg) | 1      |

### Ploegenklassement
| Plaats | Ploeg                     | Tijd      |
| ------ | ------------------------- | --------- |
|        | Mazowsze Serce Polski     | 29u06'21" |
| 2      | Equipo Kern Pharma        | + 5'02"   |
| 3      | SSOIS Miogee Cycling Team | + 11'55"  |

## Klassementenverloop
| Etappe       | Winnaar          | Algemeen klassement · | Bergklassement · | Ploegenklassement     |
| ------------ | ---------------- | --------------------- | ---------------- | --------------------- |
| 1            | Roman Maikin     | Roman Maikin          | Juraj Bellan     | Equipo Kern Pharma    |
| 2            | Emanuel Piaskowy | Martin Haring         | Juraj Bellan     | Mazowsze Serce Polski |
| 3            | Dušan Rajović    | Martin Haring         | Juraj Bellan     | Mazowsze Serce Polski |
| 0Eindstanden | 0Eindstanden     | Martin Haring         | Juraj Bellan     | Mazowsze Serce Polski |

1939 · 
1940 · 
1941–1962 · 
1963 · 
1964 · 
1965 · 
1966 · 
1967 · 
1968 · 
1969 · 
1970 · 
1971 · 
1972 · 
1973 · 
1974 · 
1975 · 
1976 · 
1977 · 
1978 · 
1979 · 
1980 · 
1981 · 
1982 · 
1983 · 
1984 · 
1985 · 
1986 · 
1987 · 
1988 · 
1989 · 
1990 · 
1991 · 
1992 · 
1993 · 
1994 · 
1995 · 
1996 · 
1998 · 
1999 · 
2000 · 
2001 · 
2002 · 
2003 · 
2004 · 
2005 · 
2006 · 
2007 · 
2008 · 
2009 · 
2010 · 
2011 · 
2012 · 
2013 ·
2014 · 
2015 · 
2016 · 
2017 · 
2018 · 
2019 · 
2020 · 
2021 · 
2022 · 
2023–2024 ·